# Sphingonotus isfaghanicus
Sphingonotus isfaghanicus är en insektsart som beskrevs av Predtechenskii 1936. Sphingonotus isfaghanicus ingår i släktet Sphingonotus och familjen gräshoppor. Inga underarter finns listade i Catalogue of Life.